# 100% Lena
100% Lena/20 hits utkom 2001 och är ett samlingsalbum av Lena Philipsson.

## Låtlista
1. "Kärleken är evig"
2. "Om igen"
3. "Saknar dig innan du går"
4. "Jag känner" ("Ti Sento")
5. "Det går väl an"
6. "Cheerio"
7. "Åh Amadeus"
8. "Månsken i augusti"
9. "Dansa i neon"
10. "Du är mitt liv"
11. "Stjärnorna"
12. "Löpa linan ut"
13. "Den ende"
14. "Åh, vad jag längtar"
15. "Sommartid"
16. "Om jag fick"
17. "Kom du av dej"
18. "Säg det nu"
19. "Segla"
20. "Boy"

### Fotnoter
1. ↑  ”Svensk mediedatabas”. Arkiverad från originalet den 25 maj 2011. https://www.webcitation.org/5ywHdfoV5?url=http://smdb.kb.se/catalog/id/001547032. Läst 10 maj 2011.